# Esmee Vermeulen
Esmee Vermeulen (Zaandam, 21 aprile 1996) è una nuotatrice olandese.

## Carriera
Campionessa olandese nei 400 m stile libero ai suoi primi campionati nazionali disputati nel 2010, l'anno successivo Esmee Vermeulen ha vinto una medaglia d'argento negli 800 m stile libero e il bronzo nei 200 m stile libero agli Europei giovanili di Belgrado 2011. Sempre nel 2011, ha fatto pure il suo debutto internazionale senior partecipando a dicembre agli Europei in vasca corta di Stettino gareggiando sulla distanza dei 200 e dei 400 m stile libero.
Ai Mondiali di Barcellona 2013 ha vinto la medaglia di bronzo disputando la staffetta 4x100m stile libero insieme alle compagne Elise Bouwens, Femke Heemskerk, Inge Dekker e Ranomi Kromowidjojo. Le staffette le hanno fruttato anche una medaglia d'argento agli Europei di Berlino 2014 e tre ori ai Mondiali in vasca corta di Doha 2014. Ha preso parte alle Olimpiadi di Rio de Janeiro 2016 piazzandosi con i Paesi Bassi al 14º posto nella staffetta 4x200m stile libero.
Agli Europei di Glasgow 2018 ha cominciato a competere nel nuoto di fondo laureandosi campionessa europea nella gara a squadre insieme a Sharon van Rouwendaal, Pepijn Smits, e Ferry Weertman, oltre a ottenere pure il terzo posto nella 10 km.

## Palmarès
- Mondiali

Barcellona 2013: bronzo nella 4x100m sl.
- Mondiali in vasca corta

Doha 2014: oro nella 4x50m sl, nella 4x100m sl e nella 4x200m sl.
- Europei

Berlino 2014: argento nella 4x100m sl.
Londra 2016: oro nella 4x100m sl, bronzo nella 4x200m sl.
Glasgow 2018: oro nella gara a squadre, bronzo nella 10km.
- Europei giovanili

Belgrado 2011: argento negli 800m sl e bronzo nei 200m sl.
Anversa 2012: bronzo nella 4x100m sl.